# 赫氏粒突蛛
赫氏粒突蛛又名赫爾斯特上戶蛛、霍氏大疣蛛（学名：Macrothele holsti）为大疣蛛科粒突蛛属的动物。分布于台湾岛等地，多栖息于山区，在洞穴或多石的地方张网。它是台湾中南部山区一种常见的毒蜘蛛。